# Metatrioza pubescens
Metatrioza pubescens är en insektsart som beskrevs av Leonard D. Tuthill 1939. Metatrioza pubescens ingår i släktet Metatrioza och familjen spetsbladloppor. Inga underarter finns listade i Catalogue of Life.